# Йокосука (ТЭС)
Теплоэлектростанция «Йокосука» — энергетическое предприятие в городе Йокосука префектуры Канагава, Япония.

## История
Тепловая электростанция «Йокосука» была построена в конце 1950-х годов, первая очередь (с агрегатами "General Electric" производства США) была введена в эксплуатацию в октябре 1960 года, в дальнейшем ТЭС была расширена и в 1970 году её мощность составляла 1,2 тыс. МВт.
В 2007 году мощность станции составляла 2,1 тыс. МВт.
В апреле 2010 года четыре энергоблока ТЭС (№ 5, № 6, № 7 и № 8) были остановлены, и мощность станции уменьшилась.